# 1107
Năm 1107 là một năm trong lịch Julius.